# Mehmet Topal
Mehmet Topal, né le 3 mars 1986 à Malatya, est un footballeur international turc devenu entraîneur.

## Biographie
Mehmet Topal est formé au club de Malatya Belediyespor où il joue dans l'équipe des jeunes de 1999 à 2002.
Le 31 août 2002, il signe son premier contrat professionnel à l'âge de 16 ans pour le club de Çanakkale Dardanelspor. Le 9 mai 2004, à l'âge de 18 ans, il joue son premier match professionnel avec Çanakkale Dardanelspor contre le club de Izmirspor en deuxième division turque (défaite de 5-1).

### Galatasaray
Le 1er septembre 2006, il est transféré dans le grand club d'Istanbul, le Galatasaray SK. Le 9 septembre 2006 il est titularisé pour la première fois en première division turque pour y affronter le club de Denizlispor à l'extérieur (match nul 1-1). Son premier but sous les couleurs de Galatasaray SK a lieu le 11 novembre 2007 contre le club de Gençlerbirliği (victoire à domicile de 3-2). À la suite de la blessure de Tobias Linderoth, il est titularisé pour pallier l'absence de ce dernier et devient une pièce maîtresse de l'équipe. Galatasaray SK est sacré champion de Turquie à l'issue de la saison.
Topal est considéré comme un grand espoir du football turc ainsi qu'européen. Suivi par des grands clubs tels que Milan AC , la Fiorentina, Arsenal et par Chelsea. De nombreuses offres de transfert sont faites, mais le Galatasaray SK veut garder son joueur. À l'été 2008, Everton aurait proposé 7 millions d'euros pour Topal.
En mai 2010, un accord est trouvé entre Galatasaray et Valence CF pour la somme de 9 millions d'euros.

### Valence FC
Il porte ses nouvelles couleurs en match officiel en Ligue des champions le 14/09 contre le club turc du Bursaspor. Il débute en Liga le 19/09 contre le club d'Hercules Alicante.
Il marque son premier but sous ses nouvelles couleurs lors de la 5e journée de Liga contre le club du Sporting Gijón, après seulement 7 minutes de jeu.
Au total, pour sa première saison en Espagne, il joue 29 rencontres (23 en liga dont 21 étant titulaire - 1 en Copa del Rey - 5 en Ligue des Champions) et marque 1 but.
Pas vraiment incontournable à Valence, et à la suite des retours de blessures simultanées de Sergio Canales et Éver Banega, il rejoint le Fenerbahçe lors du mercato estival 2012.

### Retour au pays
Il décide de rejoindre son pays natal, et le club de Fenerbahçe, à cause de la trop grosse concurrence à Valence.

### Carrière internationale
Mehmet Topal est sélectionné pour la première fois parmi les moins de 19 ans turcs le 25 mai 2005 pour une rencontre contre la Suisse -19 ans (défaite 2-1 en match amical).
Le 27 mai 2006, il est sélectionné pour la première fois parmi les moins de 20 ans turcs pour un match contre la Roumanie -20 ans (match nul 1-1).
Le 25 janvier 2006, il est sélectionné pour la première fois chez les espoirs pour un match contre la Norvège (match nul 1-1, où il marque le but de la Turquie).
Le 6 février 2008, il est sélectionné pour la première fois avec l'équipe nationale contre la Suède en match amical à Istanbul (score de parité 0-0).

## Palmarès
- Champion de Turquie en 2008 avec Galatasaray
- Vainqueur de la Supercoupe de Turquie en 2008 avec Galatasaray
- Vainqueur de la Coupe de Turquie en 2013 avec Fenerbahce
- Vainqueur du Championnat de Turquie en 2014 avec Fenerbahce
- Vainqueur de la Supercoupe de Turquie en 2014 avec Fenerbahce